# Хрватска на Летњим олимпијским играма 2008.
Хрватска је пети пут учествовала на Летњим олимпијским играма одржаним 2008. године у Пекингу, Кина.
Према извештају Хрватског олимпијског одбора од 22. јула 2008. на Олимпијским игранма у Пекингу хрватски спортискти су учествовали у 15 спортова. Први пут од осамостаљења Хрватске на Игре су путовали бициклисти, гимнастичари и једриличари. Спортску екипу је чинило и 20 спортисткиња које су учествовале у 7 спортова: атлетици, гимнастици, једрењу, пливању, стоном тенису, стрељаштву и теквондоу.
Освојено је 5 медаља: 2 сребрне и 3 бронзане. Четири медаље су освојиле жене и једну мушкарци.
Заставу Хрватске на свечаном отварању Олимпијских игара 2008. носио је рукометаш Ивано Балић, док је на затварању игара заставу носила стонотенисерка Тамара Борош.

## Освајачи медаља

### Сребро
- Бланка Влашић - атлетика, скок увис
- Филип Уде - гимнастика, коњ са хватаљкама

### Бронза
- Сњежана Пејчић - стрељаштво, ваздушна пушка 10 м
- Сандра Шарић - теквондо, жене до 67 кг
- Мартина Зубчић — теквондо, жене до 57 кг

## Резултати по дисциплинама

### Атлетика

#### Мушкарци
| Атлетичар         | Дисциплина     | Група    | Група | Четвртфинале     | Четвртфинале     | Полуфинале       | Полуфинале       | Финале           | Финале           |
| Атлетичар         | Дисциплина     | Резултат | Место | Резултат         | Место            | Резултат         | Место            | Резултат         | Место            |
| ----------------- | -------------- | -------- | ----- | ---------------- | ---------------- | ---------------- | ---------------- | ---------------- | ---------------- |
| Јурица Грабушић   | 110 м препоне  | 14,18    | 39/43 | Није се пласирао | Није се пласирао | Није се пласирао | Није се пласирао | Није се пласирао | Није се пласирао |
| Мартин Марић      | Бацање диска   | 59,25    | 29/37 |                  |                  |                  |                  | Није се пласирао | Није се пласирао |
| Андраш Халкић     | Бацање кладива | 77,12    | 7/33  |                  |                  |                  |                  | 76,58            | 8                |
| Неџад Мулабеговић | Бацање кугле   | 19,35    | 29/45 |                  |                  |                  |                  | Није се пласирао | Није се пласирао |

#### Жене
| Атлетичарка     | Дисциплина     | Група    | Група  | Четвртфинале | Четвртфинале | Полуфинале        | Полуфинале        | Финале            | Финале            |
| Атлетичарка     | Дисциплина     | Резултат | Место  | Резултат     | Место        | Резултат          | Место             | Резултат          | Место             |
| --------------- | -------------- | -------- | ------ | ------------ | ------------ | ----------------- | ----------------- | ----------------- | ----------------- |
| Вања Перишић    | 800 м          | 2:06,82  | Дискв. |              |              | Није се пласирала | Није се пласирала | Није се пласирала | Није се пласирала |
| Николина Хорват | 400 м препоне  | 56,65    | 18/27  |              |              | Није се пласирала | Није се пласирала | Није се пласирала | Није се пласирала |
| Вера Бегић      | Бацање диска   | 58,50    | 22/38  |              |              | Није се пласирала | Није се пласирала | Није се пласирала | Није се пласирала |
| Ивана Бркљачић  | Бацање кладива | 68,38    | 16/50  |              |              |                   |                   | Није се пласирала | Није се пласирала |
| Сања Гавриловић | Бацање кладива | 60,55    | 45/50  |              |              |                   |                   | Није се пласирала | Није се пласирала |
| Бланка Влашић   | Скок увис      | 1,93     | 8/31   |              |              |                   |                   | 2,05              |                   |

## Бициклизам

### Бициклизам на друму

#### Мушкарци
| Бициклиста        | Дисциплина   | Време            | Пласман      |
| ----------------- | ------------ | ---------------- | ------------ |
| Радослав Рогина   | Друмска трка | 6:26:17 (+2:38)  | 26/143       |
| Матија Квасина    | Друмска трка | 6:34:26 (+10:37) | 57/143       |
| Матија Квасина    | Хронометар   | 1:09.06 (+6:55)  | 38/39        |
| Владимр Михољевић | Друмска трка | Није завршио     | Није завршио |

## Бокс
| Боксер                 | Дисциплина | Коло 32 такмичара                       | коло 16 такмичара                    | Четвртфинале       | Полуфинале         | Финале             | Финале           |
| Боксер                 | Дисциплина | Противник Резултат                      | Противник Резултат                   | Противник Резултат | Противник Резултат | Противник Резултат | Пласман          |
| ---------------------- | ---------- | --------------------------------------- | ------------------------------------ | ------------------ | ------------------ | ------------------ | ---------------- |
| Маријо Шиволија-Јелица | Полутешка  | Satupaitea Farani Tavui Самоа Поб. К. О | Dzhakhon Kurbanov Таџикистан Пор 1−8 | Није се пласирао   | Није се пласирао   | Није се пласирао   | Није се пласирао |
| Марко Томасовић        | Супертешка |                                         | Роберто Камареле Италија Пор 1−13    | Није се пласирао   | Није се пласирао   | Није се пласирао   | Није се пласирао |

## Ватерполо

#### Мушкарци
Ватерполо репрезентација Хрватске: Самир Бараћ, Михо Бошковић, Дамир Бурић, Андро Бушље, Тео Ђогаш, Игор Хинић, Маро Јоковић, Аљоша Кунац, Паво Марковић, Јосип Павић, Миле Смодлака, Франо Вићан, Здеслав Врдољак.
Селектор: Ратко Рудић
Група Б
| Коло    | Датум      | 1. екипа | Резултат | 2. екипа         | Детаљи |
| ------- | ---------- | -------- | -------- | ---------------- | ------ |
| 1. коло | 10. август | Хрватска | 11 : 7   | Италија          |        |
| 2. коло | 12. август | Србија   | 8 : 11   | Хрватска         |        |
| 3. коло | 14. август | Хрватска | 13 : 5   | Немачка          |        |
| 4. коло | 16. август | Хрватска | 5 : 7    | Сједињене Државе |        |
| 5. коло | 18. август | Кина     | 4 : 16   | Хрватска         |        |

Табела
| Екипа            | И | П | Н | Г | ДГ | ПГ | ГР  | Бодови |
| ---------------- | - | - | - | - | -- | -- | --- | ------ |
| Сједињене Државе | 5 | 4 | 0 | 1 | 37 | 31 | +6  | 8      |
| Хрватска         | 5 | 4 | 0 | 1 | 56 | 31 | +25 | 8      |
| Србија           | 5 | 3 | 0 | 2 | 50 | 38 | +12 | 6      |
| Немачка          | 5 | 2 | 0 | 3 | 33 | 44 | -11 | 4      |
| Италија          | 5 | 2 | 0 | 3 | 57 | 50 | +7  | 4      |
| Кина             | 5 | 0 | 0 | 5 | 25 | 64 | -39 | 0      |

- САД је на табели испред Хрватске јер су победили у међусобном сусрету.

#### Четвртфинале
| Датум      | 1. екипа  | Резултат | 2. екипа | Детаљи |
| ---------- | --------- | -------- | -------- | ------ |
| 10. август | Црна Гора | 7 : 6    | Хрватска |        |

#### Меч са 5 место
| Датум      | 1. екипа | Резултат | 2. екипа | Детаљи |
| ---------- | -------- | -------- | -------- | ------ |
| 24. август | Хрватска | 9 : 11   | Шпанија  |        |

## Веслање

#### Мушкарци
| Веслач(и)                  | Дисциплина           | Група   | Група   | Репасаж | Репасаж | полуфинале | полуфинале | Финале Б      | Финале Б      | Укупно  |
| Веслач(и)                  | Дисциплина           | Време   | Пласман | Време   | Пласман | Време      | Пласман    | Време         | Пласман       | Пласман |
| -------------------------- | -------------------- | ------- | ------- | ------- | ------- | ---------- | ---------- | ------------- | ------------- | ------- |
| Синиша Скелин Никша Скелин | Двојац без кормилара | 7:16,35 | 4 R     | 6:38.30 | 2 Q     | 7:14,50    | 6 FB       | 7:12,19       | 6             | 12/14   |
| Анте Курушин Марио Векић   | Дубл скул            | 6:27.38 | 2 Q     |         |         | 6:24.89    | 4 FB       | Нису завршили | Нису завршили | 12/14   |

- R = репасаж, Q = квалификован, FB = Финале B,

## Гимнастика

### Спортска гимнастика

#### Мушкарци
| Гимнастичар | Дисциплина        | Apparatus | Apparatus         | Apparatus | Apparatus | Apparatus | Apparatus | Квалификације | Квалификације | Финале           | Финале           | Детаљи |
| Гимнастичар | Дисциплина        | Партер    | Коњ са хватаљкама | Кругови   | Пресдкок  | Разбој    | Вратило   | Укупно        | Пласман       | Укупно           | Пласман          |        |
| ----------- | ----------------- | --------- | ----------------- | --------- | --------- | --------- | --------- | ------------- | ------------- | ---------------- | ---------------- | ------ |
| Филип Уде   | Вишебој           | 14.775    | 15.475            |           |           |           |           | 30.250        | 87/98         | Није се пласирао | Није се пласирао |        |
| Филип Уде   | Коњ са хватаљкама |           | 15.475            |           |           |           |           | 15.475        | 3/76 Q        | 15.725           |                  | ,      |

#### Жене
| Гимнастичар | Дисциплина | Apparatus | Apparatus          | Apparatus | Apparatus | Квалификације | Квалификације | Финале            | Финале            | Детаљи |
| ----------- | ---------- | --------- | ------------------ | --------- | --------- | ------------- | ------------- | ----------------- | ----------------- | ------ |
| Гимнастичар | Дисциплина | Прескок   | Двовисински разбој | Греда     | Партер    | Укупно        | Пласман       | Укупно            | Пласман           | Детаљи |
| Тина Ерцег  | Вишебој    | 13.650    | 11.825             | 14.075    | 13.700    | 53.250        | 57/97         | Није се пласирала | Није се пласирала |        |

## Једрење

#### Мушкарци
| Једриличар                       | Дисциплина | Трка | Трка | Трка | Трка  | Трка | Трка | Трка | Трка | Трка | Трка | Трка | Укупно Бод | Нет Бод | Пласман |
| Једриличар                       | Дисциплина | 1    | 2    | 3    | 4     | 5    | 6    | 7    | 8    | 9    | 10   | 11   | Укупно Бод | Нет Бод | Пласман |
| -------------------------------- | ---------- | ---- | ---- | ---- | ----- | ---- | ---- | ---- | ---- | ---- | ---- | ---- | ---------- | ------- | ------- |
| Лука Мратовић                    | RS:X       | 29   | 32   | 34   | 33    | 34   | 34   | 20   | 23   | 32   | 29   | НП   | 299        | 265     | 32/35   |
| Лука Раделић                     | Ласер      | 26   | 15   | 7    | 21    | 1    | 21   | 3    | 16   | 17   | Пон  | НП   | 127        | 101     | 12/43   |
| Шиме Фантела Игор Маренић        | 470        | 18   | 6    | 9    | 30 ПС | 12   | 17   | 6    | 7    | 15   | 1    | 8    | 137        | 107     | 9/29    |
| Мартин Ловровић Синиша Микуличић | Стар       | 15   | 5    | 14   | 13    | 4    | 14   | 4    | 14   | 15   | 15   | НП   | 113        | 98      | 15/16   |

ПС = Прерани старт

#### Жене
| Једриличарка        | Дисциплина    | Трка | Трка | Трка | Трка | Трка | Трка | Трка | Трка | Трка | Трка | Трка | Укупно Бод | Нет Бод | Пласман |
| Једриличарка        | Дисциплина    | 1    | 2    | 3    | 4    | 5    | 6    | 7    | 8    | 9    | 10   | 11   | Укупно Бод | Нет Бод | Пласман |
| ------------------- | ------------- | ---- | ---- | ---- | ---- | ---- | ---- | ---- | ---- | ---- | ---- | ---- | ---------- | ------- | ------- |
| Матеја Петронијевић | Ласер радијал | 8    | 9    | 5    | 4    | 19   | 19   | 13   | 21   | 22   | Пон. | НП   | 120        | 98      | 11/28   |

Пон = поништено, НП = није се пласирао/ла

#### Отворено
| Иван Кљаковић Гашпић     | Фин | 7  | 10 | 10 | 8  | 16     | 9  | 1 | 13 | 18 |    |    |    |           |           |           |    | 92  | 76  | 8/26  |
| Петар Цупаћ Павле Костов | 49  | 14 | 16 | 16 | 18 | 20 OCS | 11 | 9 | 19 | 18 | 10 | 17 | 10 | Поништено | Поништено | Поништено | НП | 178 | 158 | 17/19 |

## Кајак/Кану

### Мирне воде

#### Мушкарци
| Кајакаш       | Дисциплина  | Група    | Група | Полуфинале | Полуфинале | Финале   | Финале | Детаљи |
| Кајакаш       | Дисциплина  | Време    | Место | Време      | Место      | Време    | Место  | Детаљи |
| ------------- | ----------- | -------- | ----- | ---------- | ---------- | -------- | ------ | ------ |
| Стјепан Јанић | K-1 500 м   | 1:37,724 | 3     | 1:41,689   | 1          | 1:38.729 | 9 /29  |        |
| Стјепан Јанић | K-1 1.000 м | 3:31,369 | 2     | 3:33,942   | 2          | 3:30,495 | 7/26   |        |

### Слалом

#### Мушкарци
| Кајакаш         | Дисциплина | Група  | Група | Полуфинале       | Полуфинале       | Финале           | Финале           | Детаљи |
| Кајакаш         | Дисциплина | Време  | Место | Време            | Место            | Време            | Место            | Детаљи |
| --------------- | ---------- | ------ | ----- | ---------------- | ---------------- | ---------------- | ---------------- | ------ |
| Емир Мујчиновић | Ц-1        | 189,31 | 15/16 | Није се пласирао | Није се пласирао | Није се пласирао | Није се пласирао |        |

## Кошарка

### Мушкарци
| \| # \| Поз. \| Име \| Год. рођ. \| Висина \| Клуб \| \| \| -- \| ------------- \| --------------- \| --------- \| ------ \| ----------------- \| \| \| 4 \| Плејмејкер \| Роко Лени Укић \| 1984. \| 196 \| Торонто Репторс \| \| \| 5 \| Плејмејкер \| Давор Кус \| 1978. \| 193 \| Уникаха Малага \| \| \| 6 \| Бек \| Марко Поповић \| 1982. \| 185 \| Жалгирис Каунас \| \| \| 7 \| Крило \| Марин Розић \| 1983. \| 203 \| КК Цибона \| \| \| 8 \| Центар \| Никола Пркачин \| 1975. \| 208 \| Динамо Москва \| \| \| 9 \| Крило \| Марко Томас \| 1985. \| 201 \| Реал Мадрид \| \| \| 10 \| Плејмејкер \| Зоран Планинић \| 1982. \| 198 \| ЦСКА Москва \| \| \| 11 \| Центар \| Сандро Ницевић \| 1976. \| 211 \| Бешикташ \| \| \| 12 \| Крило/центар \| Дамјан Рудеш \| 1986. \| 208 \| КК Унион Олимпија \| \| \| 13 \| Крилло/центар \| Марко Банић \| 1984. \| 206 \| Иурбентиа Билбао \| \| \| 14 \| Центар \| Крешимир Лончар \| 1983. \| 211 \| Локомотива Ростов \| \| \| 15 \| Центар \| Станко Бараћ \| 1986. \| 215 \| Таукерамика \| \| | Тренер - Јасмин Репеша Помоћни тренер - Дражен Анзуловић Легенда - Клуб - клуб у којем је играо до почетка ОИ. |                 |           |        |                   |  |
| # | Поз. | Име             | Год. рођ. | Висина | Клуб              |  |
| 4 | Плејмејкер | Роко Лени Укић  | 1984.     | 196    | Торонто Репторс   |  |
| 5 | Плејмејкер | Давор Кус       | 1978.     | 193    | Уникаха Малага    |  |
| 6 | Бек | Марко Поповић   | 1982.     | 185    | Жалгирис Каунас   |  |
| 7 | Крило | Марин Розић     | 1983.     | 203    | КК Цибона         |  |
| 8 | Центар | Никола Пркачин  | 1975.     | 208    | Динамо Москва     |  |
| 9 | Крило | Марко Томас     | 1985.     | 201    | Реал Мадрид       |  |
| 10 | Плејмејкер | Зоран Планинић  | 1982.     | 198    | ЦСКА Москва       |  |
| 11 | Центар | Сандро Ницевић  | 1976.     | 211    | Бешикташ          |  |
| 12 | Крило/центар                                                                                                   | Дамјан Рудеш    | 1986.     | 208    | КК Унион Олимпија |  |
| 13 | Крилло/центар                                                                                                  | Марко Банић     | 1984.     | 206    | Иурбентиа Билбао  |  |
| 14 | Центар | Крешимир Лончар | 1983.     | 211    | Локомотива Ростов |  |
| 15 | Центар | Станко Бараћ    | 1986.     | 215    | Таукерамика       |  |

#### Резултати
Група А
| Коло    | Датум      | 1. екипа   | Резултат | 2. екипа  | Детаљи   |
| ------- | ---------- | ---------- | -------- | --------- | -------- |
| 1. коло | 10. август | Аустралија | 82 : 97  | Хрватска  | утак. 11 |
| 2. коло | 12. август | Хрватска   | 85 : 78  | Русија    | утак. 20 |
| 3. коло | 14. август | Аргентина  | 73 : 57  | Хрватска  | утак. 36 |
| 4. коло | 16. август | Хрватска   | 73 : 86  | Литванија | утак. 45 |
| 5. коло | 18. август | Иран       | 57 : 91  | Хрватска  | утак 55  |

#### Табела
| Екипа      | И | П | Н | Г   | ДГ  | ПГ   | Бодови |
| ---------- | - | - | - | --- | --- | ---- | ------ |
| Литванија  | 5 | 4 | 1 | 425 | 400 | +25  | 9      |
| Аргентина  | 5 | 4 | 1 | 425 | 361 | +64  | 9      |
| Хрватска   | 5 | 3 | 2 | 399 | 380 | +19  | 8      |
| Аустралија | 5 | 3 | 2 | 457 | 405 | +52  | 8      |
| Русија     | 5 | 1 | 4 | 387 | 406 | -19  | 6      |
| Иран       | 5 | 0 | 5 | 323 | 464 | -141 | 5      |

#### Четвртфинале
| Датум      | 1. екипа | Резултат | 2. екипа | Детаљи   |
| ---------- | -------- | -------- | -------- | -------- |
| 20. август | Шпанија  | 72 : 59  | Хрватска | утак. 65 |

У укупном пласману кошаркашког турнира Хрватска је заузела 6 место.

## Пливање

#### Мушкарци
| Пливач                                               | Дисциплина         | Група      | Група   | Полуфинале       | Полуфинале       | Финале            | Финале            | Детаљи |
| Пливач                                               | Дисциплина         | Време      | Пласман | Време            | Пласман          | Време             | Пласман           | Детаљи |
| ---------------------------------------------------- | ------------------ | ---------- | ------- | ---------------- | ---------------- | ----------------- | ----------------- | ------ |
| Дује Драгања                                         | 50 м слободно      | 22,05      | 12/97   | 21,85 НР         | 10               | Није се пласирао  | Није се пласирао  |        |
| Дује Драгања                                         | 100 м слободно     | 49,49      | 34/64   | Није се пласирао | Није се пласирао | Није се пласирао  | Није се пласирао  |        |
| Марко Страхија                                       | 100 м леђно        | 55,89      | 34/45   | Није се пласирао | Није се пласирао | Није се пласирао  | Није се пласирао  |        |
| Марио Тодоровић                                      | 100 м делфин       | 52,26 НР   | 20/66   | Није се пласирао | Није се пласирао | Није се пласирао  | Није се пласирао  |        |
| Гордан Кожуљ                                         | 100 м леђно        | 55,05      | 24/45   | Није се пласирао | Није се пласирао | Није се пласирао  | Није се пласирао  |        |
| Гордан Кожуљ                                         | 200 м леђно        | 1:57,81    | 8/42    | 1:59,22          | 14               | Није се пласирао  | Није се пласирао  |        |
| Алексеј Пунински                                     | 100 м делфин       | 53,65      | 47/66   | Није се пласирао | Није се пласирао | Није се пласирао  | Није се пласирао  |        |
| Саша Импрић                                          | 200 м мешовито     | 2:01,83    | 29/47   | Није се пласирао | Није се пласирао | Није се пласирао  | Није се пласирао  |        |
| Вања Рогуљ                                           | 100 м прсно        | 1:02,42    | 42/65   | Није се пласирао | Није се пласирао | Није се пласирао  | Није се пласирао  |        |
| Никша Роки                                           | 400 м мешовито     | 4:22,44 НР | 23/29   | Није се пласирао | Није се пласирао | Није се пласирао  | Није се пласирао  |        |
| Никша Роки                                           | 200 м делфин       | 1:59,58 НР | 31/44   | Није се пласирао | Није се пласирао | Није се пласирао  | Није се пласирао  |        |
| Доминик Страга                                       | 200 м слободно     | 1:49.63 НР | 37/58   | Није се пласирао | Није се пласирао | Није се пласирао  | Није се пласирао  |        |
| Гордан Кожуљ Вања Рогуљ Марио Тодоровић Дује Драгања | 4 х 100 м мешовито | 3:37,69    | 12/16   |                  |                  | Није се пласирала | Није се пласирала |        |

#### Жене
| Пливачица         | Дисциплина     | Група   | Група   | Полуфинале        | Полуфинале        | Финале            | Финале            | Детаљи |
| Пливачица         | Дисциплина     | Време   | Пласман | Време             | Пласман           | Време             | Пласман           | Детаљи |
| ----------------- | -------------- | ------- | ------- | ----------------- | ----------------- | ----------------- | ----------------- | ------ |
| Сања Јовановић    | 100 леђно      | 1:01,30 | 22/49   | Није се пласирала | Није се пласирала | Није се пласирала | Није се пласирала |        |
| Сања Јовановић    | 200 леђно      | 2:15,57 | 31/35   | Није се пласирала | Није се пласирала | Није се пласирала | Није се пласирала |        |
| Моника Бабок      | 50 м слободно  | 26,84   | 49/92   | Није се пласирала | Није се пласирала | Није се пласирала | Није се пласирала |        |
| Смиљана Мариновић | 100 м прсно    | 1:10,94 | 33/49   | Није се пласирала | Није се пласирала | Није се пласирала | Није се пласирала |        |
| Смиљана Мариновић | 200 м прсно    | 2:32,80 | 34/41   | Није се пласирала | Није се пласирала | Није се пласирала | Није се пласирала |        |
| Ања Тришић        | 200 м слободно | 2:03,57 | 42/46   | Није се пласирала | Није се пласирала | Није се пласирала | Није се пласирала |        |

## Рукомет

#### Мушкарци
Састав Рукометне репрезентације Хрватске:
Мирко Алиловић, Мирза Џомба, Љубо Вукић, Игор Вори, Ивано Балић, Ренато Сулић, Драго Вуковић, Тончи Валчић, Домагој Дувњак, Петар Метличић, Блаженко Лацковић, Венио Лосерт, Горан Шпрем, Златко Хорват,
Давор Доминиковић. Селектор: Лино Червар
Група А
| Коло    | Датум      | 1. екипа  | Резултат | 2. екипа | Детаљи |
| ------- | ---------- | --------- | -------- | -------- | ------ |
| 1. коло | 10. август | Хрватска  | 31 : 29  | Шпанија  |        |
| 2. коло | 12. август | Бразил    | 14 : 33  | Хрватска |        |
| 3. коло | 14. август | Француска | 13 : 5   | Хрватска |        |
| 4. коло | 16. август | Хрватска  | 24 : 27  | Пољска   |        |
| 5. коло | 18. август | Хрватска  | 33 : 22  | Кина     |        |

Табела
| Екипа     | И | П | Н | Г | ДГ  | ПГ  | Бодови |   |
| --------- | - | - | - | - | --- | --- | ------ | - |
| Француска | 5 | 4 | 0 | 1 | 148 | 115 | +33    | 9 |
| Пољска    | 5 | 3 | 1 | 1 | 147 | 128 | +19    | 7 |
| Хрватска  | 5 | 3 | 0 | 2 | 140 | 115 | +25    | 6 |
| Шпанија   | 5 | 3 | 0 | 2 | 152 | 145 | +7     | 6 |
| Бразил    | 5 | 1 | 0 | 4 | 129 | 153 | -24    | 2 |
| Кина      | 5 | 0 | 0 | 5 | 104 | 164 | -60    | 0 |

Четвртфинале
| Датум      | 1. екипа | Резултат | 2. екипа | Детаљи |
| ---------- | -------- | -------- | -------- | ------ |
| 20. август | Хрватска | 26 : 24  | Данска   |        |

Полуфинале
| Датум      | 1. екипа | Резултат  | 2. екипа | Детаљи   |  |
| ---------- | -------- | --------- | -------- | -------- |  |
| 22. август |          | Француска | 25 : 23  | Хрватска |  |

Меч за треће место
| Датум      | 1. екипа | Резултат | 2. екипа | Детаљи |
| ---------- | -------- | -------- | -------- | ------ |
| 24. август | Хрватска | 29 : 35  | Шпанија  |        |

## Стони тенис

#### Мушкарци

##### Појединачно
| Стонотенисер   | Дисциплина  | Квалификације      | Коло 1             | Коло 2                          | Коло 3                       | Коло 4                     | Четвртфинале                    | Полуфинале         | Финале             |
| Стонотенисер   | Дисциплина  | Противник Резултат | Противник Резултат | Противник Резултат              | Противник Резултат           | Противник Резултат         | Противник Резултат              | Противник Резултат | Противник Резултат |
| -------------- | ----------- | ------------------ | ------------------ | ------------------------------- | ---------------------------- | -------------------------- | ------------------------------- | ------------------ | ------------------ |
| Зоран Приморац | Појединачно | Слободан           | Слободан           | Роберт Гардос Аустрија Поб. 4−2 | Michael Maze Данска Поб. 4−2 | Yang Zi Сингапур Поб. 4−2  | Jörgen Persson Шведска Пор. 1−4 | Није се пласирао   | Није се пласирао   |
| Tan Ruiwu      | Појединачно | Слободан           | Слободан           | Kishikawa Seiya Јапан Поб. 4−1  | Гао Нинг Сингапур Поб. 4−0   | Ли Ching Хонгконг Поб. 4−2 | Ванг Линг Кина Пор. 0−4         | Није се пласирао   | Није се пласирао   |

##### Екипно
Састав мушке репрезентације Хрватске у стониом тенису: Зоран Приморац, Tan Ruiwu, Андреј Гачина и Роналд Реџеп као резерва.
Група Б
| Коло    | Датум      | 1. екипа | Резултат | 2. екипа | Детаљи |
| ------- | ---------- | -------- | -------- | -------- | ------ |
| 1. коло | 13. август | Хрватска | 0 : 3    | Немачка  |        |
| 2. коло | 14. август | Хрватска | 3 : 1    | Сингапур |        |
| 3. коло |            | Канада   | 3 : 1    | Хрватска |        |

#### Табела
| Екипа    | И | П | И | СД | СИ | Бодови |
| -------- | - | - | - | -- | -- | ------ |
| Немачка  | 3 | 3 | 0 | 9  | 1  | 6      |
| Хрватска | 3 | 2 | 1 | 6  | 4  | 5      |
| Сингапур | 3 | 1 | 2 | 5  | 6  | 4      |
| Канада   | 3 | 0 | 3 | 0  | 9  | 3      |

Прво коло доигравања за треће место
| Датум      | 1. екипа | Резултат | 2. екипа | Детаљи |
| ---------- | -------- | -------- | -------- | ------ |
| 15. август | Аустрија | 3 : 1    | Хрватска |        |

#### Жене

##### Појединачно
| Андреа Бакула | Појединачно | Јарира Силва Љоренте Мексико Поб. 4−0 | Huang I-Hwa Кинески Тајпеј Пор. 1−4 | Није се пласирала                   | Није се пласирала            | Није се пласирала | Није се пласирала | Није се пласирала | Није се пласирала |                   |                   |
| Тамара Борош  | Појединачно | Слободна                              | Слободна                            | Николета Стефанова Италија Поб. 4−1 | Ли Ђијавеи Сингапур Пор. 1-4 | Није се пласирала | Није се пласирала | Није се пласирала | Није се пласирала | Није се пласирала | Није се пласирала |
| Сандра Паовић | Појединачно | Слободна                              | Lay Jian Fang Аустралија Поб. 4−3   | Shen Yanfei Шпанија Пор. 2−4        | Није се пласирао             | Није се пласирао  | Није се пласирао  | Није се пласирао  | Није се пласирао  |                   |                   |

##### Екипно
Састав женске репрезентације Хрватске у стониом тенису: Андреа Бакута, Тамара Борош, Сандра Паовић и Корнелија Вајда као резерва.
- Резултати

Група А
| Коло    | Датум      | 1. екипа | Резултат | 2. екипа               | Детаљи |
| ------- | ---------- | -------- | -------- | ---------------------- | ------ |
| 1. коло | 13. август | Кина     | 3 : 0    | Хрватска               |        |
| 2. коло |            | Хрватска | 0 : 3    | Аустрија               |        |
| 3. коло | 14. август | Хрватска | 3 : 1    | Доминиканска Република |        |

#### Табела
| Екипа                  | И | П | И | СД | СИ | Бодови |
| ---------------------- | - | - | - | -- | -- | ------ |
| Кина                   | 3 | 3 | 0 | 9  | 0  | 6      |
| Аустрија               | 3 | 2 | 1 | 6  | 3  | 5      |
| Хрватска               | 3 | 1 | 2 | 3  | 7  | 4      |
| Доминиканска Република | 3 | 0 | 3 | 1  | 9  | 3      |

## Стрељаштво

#### Мушкарци
| Стрелац         | Дисциплина                | Квалификација | Квалификација | Финале           | Финале           | Плаасман         | Детаљи |
| Стрелац         | Дисциплина                | Резултат      | Пласман       | Резултат         | Укупно           | Плаасман         | Детаљи |
| --------------- | ------------------------- | ------------- | ------------- | ---------------- | ---------------- | ---------------- | ------ |
| Петар Горша     | Ваздушна пушка 10 м       | 588           | 37/51         | Није се пласирао | Није се пласирао | Није се пласирао |        |
| Петар Горша     | Малокалибарска пушка 50 м | 583           | 49/56         | Није се пласирао | Није се пласирао | Није се пласирао |        |
| Петар Горша     | тростав 50 м              | 1148          | 44/49         | Није се пласирао | Није се пласирао | Није се пласирао |        |
| Јосип Гласновић | Трап                      | 119 (+3)      | 6/35          | 21               | 140 (+2)         | 5                |        |

#### Жене
| Стрелац               | Дисциплина          | Квалификације | Квалификације | Финале            | Финале            | Плаасман          | Детаљи |
| Стрелац               | Дисциплина          | Резултат      | Пласман       | Резултат          | Укупно            | Плаасман          | Детаљи |
| --------------------- | ------------------- | ------------- | ------------- | ----------------- | ----------------- | ----------------- | ------ |
| Сњежана Пејчић        | Ваздушна пушка 10 м | 399           | 3/47          | 101,9             | 500,9             |                   |        |
| Сњежана Пејчић        | тростав 50 м        | 576           | 26/43         | Није се пласирала | Није се пласирала | Није се пласирала |        |
| Сузана Цимбал Шпиреља | Ваздушна пушка 10 м | 393           | 30/47         | Није се пласирала | Није се пласирала | Није се пласирала |        |
| Сузана Цимбал Шпиреља | тростав 50 м        | 580           | 12/43         | Није се пласирала | Није се пласирала | Није се пласирала |        |

## Теквондо

#### Жене
| Такмичар       | Дисциплина | Коло 16 такмичара           | Четвртфинале                       | Полуфинале                  | Репасаж Полуфинале                    | Репасаж Финале                    | Финале            | Пласман | Детаљи |
| Такмичар       | Дисциплина | Противник Резултат          | Противник Резултат                 | Противник Резултат          | Противник Резултат                    | Противник Резултат                | Финале            | Пласман | Детаљи |
| -------------- | ---------- | --------------------------- | ---------------------------------- | --------------------------- | ------------------------------------- | --------------------------------- | ----------------- | ------- | ------ |
| Мартина Зупчић | до 57 кг   | B-E Gatterer Израел Поб 4-3 | Д. Нуњез Бразил Поб 3-2            | А. Танрикулу Турска Пор 3-5 |                                       | Su Li-Wen Кинески Тајпеј Поб 5-4  | Није се пласирала |         |        |
| Сандра Шарић   | до 67 кг   | М. Риверо Филипини Поб 4-1  | Hwang Kyung-Seon Ј. Кореја Пор 1-3 | Није се пласирала           | Sheikha Maitha Al-Maktoum УАЕ Поб 4-0 | Asunción Ocasio Порторико Поб 5-1 | Није се пласирала |         |        |

## Тенис

#### Мушкарци
| Тенисер                  | Дисциплина  | Коло 64                                                | Коло 64                                                | Коло 32                                                | Коло 32                                                | Коло 16                                                | Коло 16                                                | Четвртфинале                                           | Четвртфинале                                           | Полуфинале                                             | Полуфинале                                             | Финале                                                 | Финале                                                 | Финале                                                 |
| Тенисер                  | Дисциплина  | Противник                                              | Рез.                                                   | Противник                                              | Рез.                                                   | Противник                                              | Рез.                                                   | Противник                                              | Рез.                                                   | Противник                                              | Рез.                                                   | Противник                                              | Рез.                                                   | Пласман                                                |
| ------------------------ | ----------- | ------------------------------------------------------ | ------------------------------------------------------ | ------------------------------------------------------ | ------------------------------------------------------ | ------------------------------------------------------ | ------------------------------------------------------ | ------------------------------------------------------ | ------------------------------------------------------ | ------------------------------------------------------ | ------------------------------------------------------ | ------------------------------------------------------ | ------------------------------------------------------ | ------------------------------------------------------ |
| Марин Чилић              | Појединачно | Х. Монако Аргентина                                    | Поб. 6-4 6-7 6-3                                       | Ф. Гонзалез Чиле                                       | Пор. 6-4 6-2                                           | Није се пласирао                                       | Није се пласирао                                       | Није се пласирао                                       | Није се пласирао                                       | Није се пласирао                                       | Није се пласирао                                       | Није се пласирао                                       | Није се пласирао                                       | Није се пласирао                                       |
| Иво Карловић             | Појединачно | Одустао због болести 8. августа 2008.                  | Одустао због болести 8. августа 2008.                  | Одустао због болести 8. августа 2008.                  | Одустао због болести 8. августа 2008.                  | Одустао због болести 8. августа 2008.                  | Одустао због болести 8. августа 2008.                  | Одустао због болести 8. августа 2008.                  | Одустао због болести 8. августа 2008.                  | Одустао због болести 8. августа 2008.                  | Одустао због болести 8. августа 2008.                  | Одустао због болести 8. августа 2008.                  | Одустао због болести 8. августа 2008.                  | Одустао због болести 8. августа 2008.                  |
| Иван Љубичић             | Појединачно | Одустао због повреде 9. августа 2008.                  | Одустао због повреде 9. августа 2008.                  | Одустао због повреде 9. августа 2008.                  | Одустао због повреде 9. августа 2008.                  | Одустао због повреде 9. августа 2008.                  | Одустао због повреде 9. августа 2008.                  | Одустао због повреде 9. августа 2008.                  | Одустао због повреде 9. августа 2008.                  | Одустао због повреде 9. августа 2008.                  | Одустао због повреде 9. августа 2008.                  | Одустао због повреде 9. августа 2008.                  | Одустао због повреде 9. августа 2008.                  | Одустао због повреде 9. августа 2008.                  |
| Иван Љубичић Марин Чилић | Парови      | Одустали због повреде Ивана Љубичића 10. августа 2008. | Одустали због повреде Ивана Љубичића 10. августа 2008. | Одустали због повреде Ивана Љубичића 10. августа 2008. | Одустали због повреде Ивана Љубичића 10. августа 2008. | Одустали због повреде Ивана Љубичића 10. августа 2008. | Одустали због повреде Ивана Љубичића 10. августа 2008. | Одустали због повреде Ивана Љубичића 10. августа 2008. | Одустали због повреде Ивана Љубичића 10. августа 2008. | Одустали због повреде Ивана Љубичића 10. августа 2008. | Одустали због повреде Ивана Љубичића 10. августа 2008. | Одустали због повреде Ивана Љубичића 10. августа 2008. | Одустали због повреде Ивана Љубичића 10. августа 2008. | Одустали због повреде Ивана Љубичића 10. августа 2008. |

## Напомена
Према списку Хрватског олимпијског одбора на Играма је учествовало 105. Овде су наведени резултати 103 такмичара. Пливачи Бруно Барбић и Анте Цвитковић који је требало да учествују у штафети 4x100 мешовито, нису евидентирани на списку пливача на Играма. Званична статистика игара наводи да је у олимпијској делегацији било 99 такмичара. Нису утрачунати тенисери који су одустали од учешћа и резере у мушкој и женској стонотенисерској екипи јер нису играли ниједан меч.